# Croix de cimetière de Milon-la-Chapelle
La croix de cimetière à Milon-la-Chapelle, une commune du département des Yvelines dans la région Île-de-France en France, est une croix de cimetière datant du XIVe siècle. Elle a été classée monument historique le 24 février 1969.
Le socle date du XIIIe siècle et la croix du XIVe siècle. Cette dernière présente un décor sculpté. Ses extrémités sont dentelées, et une rosace se trouve à la jonction des deux bras décorés de motifs géométriques. 